# Ambleville (Charente)
Pour les articles homonymes, voir Ambleville.
Ambleville est une commune du Sud-Ouest de la France, située dans le département de la Charente (région Nouvelle Aquitaine).
Depuis le 1er janvier 2022, elle est une commune déléguée de la commune nouvelle de Lignières-Ambleville.

## Géographie

### Localisation et accès
Ambleville est une commune de l'ouest du département de la Charente située à 7 km au sud de Segonzac, 18 km au sud-est de Cognac et 31 km à l'ouest d'Angoulême.
La commune d'Ambleville est la moins étendue de l'ancien canton de Segonzac. Sa superficie est d'environ 500 hectares.
Le bourg d'Ambleville est aussi à 7 km à l'est d'Archiac, à 10 km au nord de Barbezieux-Saint-Hilaire et à 14 km à l'ouest de Châteauneuf-sur-Charente.
La principale voie de communication traversant la commune est la D 699, d'Angoulême à Archiac, Pons et Jonzac par Châteauneuf. Cette ancienne route nationale part de Limoges dans la Haute-Vienne pour se terminer à Mirambeau en Charente-Maritime. La D 44 va au nord-ouest en direction de Cognac par Verrières et Roissac et au sud en direction de Barbezieux.
Les gares les plus proches sont celles de Châteauneuf-sur-Charente (direction d'Angoulême) et de Jarnac-Charente (direction de Saintes et Royan) situées à 14 km du bourg. La gare de Jonzac, offrant des relations vers d'une part Bordeaux-Saint-Jean, et d'autre part La Rochelle et Nantes, est à 21 km du bourg.

### Hameaux et lieux-dits
La population est répartie dans vingt hameaux ou "villages", terme utilisé en Saintonge et dans le Sud-Ouest de la France.
Le bourg comprend quelques maisons groupées autour de l'église.
Deux centres de population importants sont : le Château et la Motte, à proximité du bourg, situés près de la route de Châteauneuf. La mairie est située au Château.
On peut également citer : la Voûte, au point le plus élevé de la commune, au nord ; Chez Philbert ; la Bertillère, dans le sud de la commune ; le Guineuf, sur le ruisseau le Collinaud, etc.

### Communes limitrophes
|           | Juillac-le-Coq         |                                             |
| Verrières | Ambleville             | Lignières-Sonneville (Lignières-Ambleville) |
|           | Criteuil-la-Magdeleine |                                             |

### Géologie et relief
La commune est occupée par le Campanien (Crétacé supérieur), calcaire crayeux, qui occupe une grande partie du Sud Charente. Les vallées sont occupées par des alluvions récentes du Quaternaire,,.
Le territoire communal a un relief assez vallonné et s'élève progressivement pour atteindre, à son extrémité nord, près du hameau de la Voûte, la cote de 95 m. La petite vallée du Collinaud occupe le sud de la commune où sont situés le bourg et la route principale. Le point le plus bas est à 34 m, situé à l'extrémité occidentale de la commune le long du Collinaud. Le bourg, situé au bout d'un petit promontoire dans la vallée, est à 40 m d'altitude.

### Hydrographie
La commune est limitée au sud par le ruisseau du Collinaud, qui vient de la commune de Bonneuil. C'est un affluent du Né et sous-affluent de la Charente.
Deux petits ruisseaux intermittents descendent de part et d'autre du Château pour se jeter dans le Collinaud près du bourg. Le plus à l'ouest prend sa source à la Font Moreau, le plus à l'est, les Boulots, descend de Sonneville.

### Climat
Comme dans les trois quarts sud et ouest du département, le climat est océanique aquitain.

## Urbanisme

### Typologie
Ambleville est une commune rurale,. Elle fait en effet partie des communes peu ou très peu denses, au sens de la grille communale de densité de l'Insee,.
La commune est en outre hors attraction des villes,.

### Occupation des sols
L'occupation des sols de la commune, telle qu'elle ressort de la base de données européenne d’occupation biophysique des sols Corine Land Cover (CLC), est marquée par l'importance des territoires agricoles (100,1 % en 2018), une proportion identique à celle de 1990 (100 %). La répartition détaillée en 2018 est la suivante : 
cultures permanentes (53,7 %), zones agricoles hétérogènes (32,8 %), terres arables (13,6 %). L'évolution de l’occupation des sols de la commune et de ses infrastructures peut être observée sur les différentes représentations cartographiques du territoire : la carte de Cassini (XVIIIe siècle), la carte d'état-major (1820-1866) et les cartes ou photos aériennes de l'IGN pour la période actuelle (1950 à aujourd'hui).

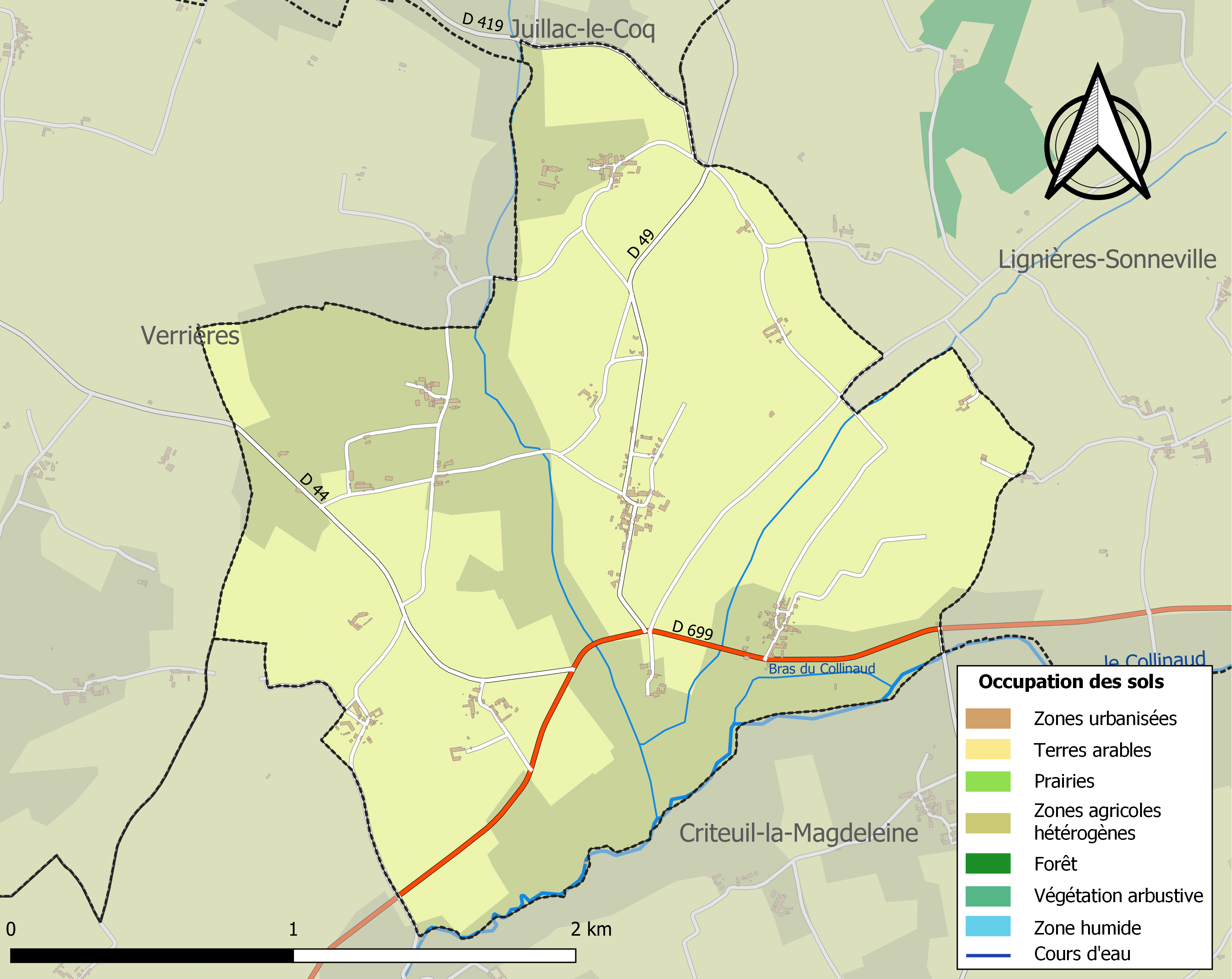
Carte des infrastructures et de l'occupation des sols de la commune en 2018 (CLC).

## Toponymie
Une forme ancienne est Amblavilla en 1121.
On peut rapprocher Ambleville de la commune homonyme du Val-d'Oise,.
Il s’agit d’une formation médiévale en -ville, appellatif toponymique signifiant « domaine rural, village », issu du gallo-roman VILLA « domaine rural », lui-même du latin villa rustica. Le premier élément est, comme c'est généralement le cas, un nom de personne germanique. Il peut s’agir du nom de femme Ambla, ou d’homme Amblinus ou encore Amelinus. Ces anthroponymes sont bien représentés au nord de la France (cf. Amblainville, Ablancourt, Amblimont, etc.) et le radical amal- se retrouve dans les prénoms Amélie ou Amaury.
Les noms en -ville en Charente, fréquents entre Barbezieux et Châteauneuf, seraient issus des implantations franques après le VIe siècle en Aquitaine, comme au sud-est de Toulouse.
La Motte est un toponyme médiéval signifiant « tertre, monticule de terre », attesté en latin médiéval sous la forme motta dès 836, d’un terme d’origine prélatine *mutt(a). Ce terme désignait aussi autrefois une demeure seigneuriale ou un château,.

## Histoire
L'occupation est très ancienne car il a été retrouvé des fossés protohistoriques, circulaire au Moulin du Guineuf, ovale au lieu-dit le Guineuf, une forme ronde qui est peut-être un tumulus arasé proche de l'église d'Ambleville à l'est alors qu'à l'ouest, ont été découverts des tessons de vases de l'âge du fer.
La terre d'Ambleville était des plus importantes, et fort ancienne ; elle s'étendait sur cinq paroisses.Ramnulphe d'Ambleville y vivait en 1239, et Arnaud d'Ambleville est cité dans un arrêt de 1311. Un seigneur d'Ambleville fut également héraut d'armes de Jeanne d'Arc. La terre d'Ambleville passe ensuite dans la famille d'Archiac. Marquise d'Archiac laisse une fille, Jacquette, qui épouse Pierre Jourdain et transmet à ce dernier la possession d'Ambleville.
En 1548, lors de la révolte de la gabelle, François Jourdain est baron d'Ambleville. Voulant tenir tête à la sédition, il ne réussit qu'à soulever le peuple contre lui, et doit prendre la fuite. Les insurgés s'emparant du château d'Ambleville, y mettent le feu, le réduisant en cendres.
À la famille Jourdain succède la famille de Jussac ; le plus connu est François de Jussac, qui devient capitaine de cinquante hommes d'armes des ordonnances du roi, puis gouverneur de Cognac, et lieutenant-général en Angoumois et Saintonge. En 1621, il prête son concours au duc d'Épernon pour lever un corps de troupes pour assiéger la ville de La Rochelle et fut décapité par Richelieu en 1641 pour ce fait.
Vers 1643, les Jussac vendent Ambleville à Henri d'Albret, sire de Pons et comte de Miossens, qui quelques années plus tard, attribuera cette terre à son troisième fils, François Amanieu, plus connu sous le nom de chevalier d'Albret. Ce dernier, resté célibataire, est tué en duel par M. de Saint-Léger Corbon, et Ambleville est rendu à la maison de Pons, représentée par Charles Amanieu, marquis d'Albret, son neveu. Il est lui-même tué d'un coup de feu, le 5 août 1678, et sa veuve, remariée au Charles, vicomte de Marsan, le plus jeune fils du comte d'Harcourt, laisse tous ses biens à son second mari, qui épouse en secondes noces Thérèse de Goyon-Matignon. Plusieurs enfants naissent de cette union, parmi lesquels Jacques-Henri de Lorraine-Lixin qui reçoit dans son lot la terre d'Ambleville ; c'est un général qui se fait tuer le 2 juin 1734 au siège de Philippsbourg, en Allemagne.
Ambleville est alors vendue à M. de Monconseil, lieutenant-général, dont la fille Cécile épouse Jean-Frédéric de La Tour du Pin Gouvernet, colonel des Grenadiers de France. Le contrat de mariage fut signé par la famille royale. Nommé député de la Saintonge aux États généraux de 1789, il accepte franchement la Révolution et est nommé ministre de la guerre le 4 août 1789. Sous la Terreur, il est alors accusé de modérantisme, arrêté, condamné à mort et exécuté le 28 avril 1794. Sous Louis XVIII, son fils devient pair de France et ambassadeur à Turin.
À la Révolution, la riche seigneurie d'Ambleville a été complètement démantelée. Les nouvelles autorités ne voulaient plus qu'Ambleville garde son hégémonie politique et économique sur la région. Il a donc été décidé qu'elle serait la plus petite commune du secteur, ne gardant que le noyau central de l'ancienne châtellenie.
Un arbre de la Liberté -un tilleul- fut planté le long de la route d'Archiac en direction du village de la Motte. Il fut coupé dans les années 1980.
La commune d'Ambleville était dotée d'une étude notariale située au village du Guineuf. Cette étude a été transférée à Segonzac en 1924 après le décès, en 1919, de son dernier notaire Me Alcide Renaud.

## Politique et administration
La commune d'Ambleville a fait partie d'abord du canton de Lignières puis de celui de Segonzac depuis 1801. Depuis 2015, elle fait partie du canton de Charente Champagne réunissant les anciens cantons de Segonzac et de Châteauneuf-sur-Charente. Elle fait partie du district puis de l'arrondissement de Cognac.
En 1995, la commune a intégré la communauté de communes de Grande Champagne avec 11 autres communes du canton de Segonzac. En 2017, cette communauté de communes disparaît et est intégrée dans la communauté d'agglomération du Grand Cognac.
En 2011, lors du vote du budget municipal en date du 4 avril 2011, les impôts locaux sont au taux de 7,46 % pour la taxe d'habitation, 18,80 % pour la taxe foncière sur les propriétés bâties et 45,07 % pour la taxe foncière sur les propriétés bâties. La taxe professionnelle unifiée (TPU), au taux de 15,24 %, est perçue, comme sur toutes les autres communes, par la Communauté de communes de Grande Champagne, et redistribuée ensuite sur l'ensemble du territoire.
Ambleville est rattachée au code postal 16300 de Barbezieux-Saint-Hilaire alors qu'elle appartient au canton de Charente-Champagne voisin.

## Démographie
Les habitants sont appelés les Amblevillois.

### Évolution démographique
L'évolution du nombre d'habitants est connue à travers les recensements de la population effectués dans la commune depuis 1793. Pour les communes de moins de 10 000 habitants, une enquête de recensement portant sur toute la population est réalisée tous les cinq ans, les populations de référence des années intermédiaires étant quant à elles estimées par interpolation ou extrapolation. Pour la commune, le premier recensement exhaustif entrant dans le cadre du nouveau dispositif a été réalisé en 2004.

En 2018, la commune comptait 173 habitants, en évolution de −5,46 % par rapport à 2012 (Charente : −0,48 %, France hors Mayotte : +2,11 %).
| 1793 | 1800 | 1806 | 1821 | 1831 | 1841 | 1846 | 1851 | 1856 |
| ---- | ---- | ---- | ---- | ---- | ---- | ---- | ---- | ---- |
| 345  | 397  | 346  | 410  | 426  | 438  | 446  | 464  | 458  |

| 1861 | 1866 | 1872 | 1876 | 1881 | 1886 | 1891 | 1896 | 1901 |
| ---- | ---- | ---- | ---- | ---- | ---- | ---- | ---- | ---- |
| 438  | 443  | 411  | 421  | 376  | 351  | 340  | 336  | 333  |

| 1906 | 1911 | 1921 | 1926 | 1931 | 1936 | 1946 | 1954 | 1962 |
| ---- | ---- | ---- | ---- | ---- | ---- | ---- | ---- | ---- |
| 351  | 331  | 306  | 297  | 309  | 285  | 300  | 317  | 326  |

| 1968 | 1975 | 1982 | 1990 | 1999 | 2004 | 2006 | 2009 | 2014 |
| ---- | ---- | ---- | ---- | ---- | ---- | ---- | ---- | ---- |
| 332  | 286  | 234  | 215  | 217  | 220  | 214  | 188  | 186  |

| 2018 | - | - | - | - | - | - | - | - |
| ---- | - | - | - | - | - | - | - | - |
| 173  | - | - | - | - | - | - | - | - |

### Pyramide des âges
La population de la commune est relativement âgée.
En 2018, le taux de personnes d'un âge inférieur à 30 ans s'élève à 20,4 %, soit en dessous de la moyenne départementale (30,2 %). À l'inverse, le taux de personnes d'âge supérieur à 60 ans est de 37,2 % la même année, alors qu'il est de 32,3 % au niveau départemental.
En 2018, la commune comptait 90 hommes pour 83 femmes, soit un taux de 52,02 % d'hommes, largement supérieur au taux départemental (48,41 %).
Les pyramides des âges de la commune et du département s'établissent comme suit.
| Hommes | Classe d’âge | Femmes |
| ------ | ------------ | ------ |
| 1,1    | 90 ou +      | 3,7    |
| 9,2    | 75-89 ans    | 23,8   |
| 20,7   | 60-74 ans    | 16,3   |
| 28,7   | 45-59 ans    | 26,3   |
| 18,4   | 30-44 ans    | 11,2   |
| 12,6   | 15-29 ans    | 10,0   |
| 9,2    | 0-14 ans     | 8,8    |

| Hommes | Classe d’âge | Femmes |
| ------ | ------------ | ------ |
| 1      | 90 ou +      | 2,7    |
| 9,2    | 75-89 ans    | 12     |
| 20,6   | 60-74 ans    | 21,3   |
| 20,7   | 45-59 ans    | 20,3   |
| 16,8   | 30-44 ans    | 16     |
| 15,6   | 15-29 ans    | 13,4   |
| 16,1   | 0-14 ans     | 14,3   |

## Économie

### Agriculture
La viticulture représente pratiquement l'unique ressource de l'économie amblevilloise. La commune est située dans la zone d'appellation d'origine contrôlée cognac, en Grande Champagne, premier cru classé du cognac.
De petits producteurs de cognac, de pineau des Charentes et de vin de pays sont installés dans la commune. Une dizaine d'exploitations agricoles sont recensées en 2014. Environ 305 hectares de vignes sont plantés soit à peu près 60 % du territoire communal. Quatre viticulteurs font la vente directe de leur production.

### Commerces
Les artisans d'Ambleville sont une entreprise de maçonnerie, un plâtrier-plaquiste.

### Tourisme
Différents sentiers de randonnée sont en place depuis juin 2016. Quatre sentiers de longueurs différentes sont proposés : 11, 7, 4 et 3 kilomètres.

## Équipements, services et vie locale

### Enseignement
L'école est un regroupement pédagogique intercommunal entre Ambleville, Lignières-Sonneville et Criteuil-la-Magdeleine. Lignières-Sonneville accueille l'école maternelle, Ambleville et Criteuil-la-Magdeleine les écoles élémentaires. Ce RPI est géré par un SIVOS (Syndicat intercommunal à vocation scolaire) qui a été créé en 1979 et qui a pris le nom de SIVOS de la Grande Champagne Sud. Ce syndicat regroupe ces trois communes, ainsi que celle de Saint-Palais-du-Né, intégrée en 2007, et, où il n'y a plus d'école depuis 2006.

### Santé
La commune compte un infirmier et une kinésithérapeute à domicile installés au village de la Motte.
Médecins, pharmacie et tous les autres types de service existent dans les communes voisines.
Plusieurs assistantes maternelles sont installées sur le territoire communal.

### Autres services
La commune est reliée au réseau haut débit pour les connexions Internet.

### Associations
Les associations communales sont l'ACA (Association Culturelle Amblevilloise), l'Association des Parents d'Élèves du RPI de la Grande Champagne Sud, le Foyer Amblevillois, la Société de chasse d'Ambleville et l'Amicale des Donneurs de Sang.

## Culture locale et patrimoine

### Lieux et monuments

#### Patrimoine religieux

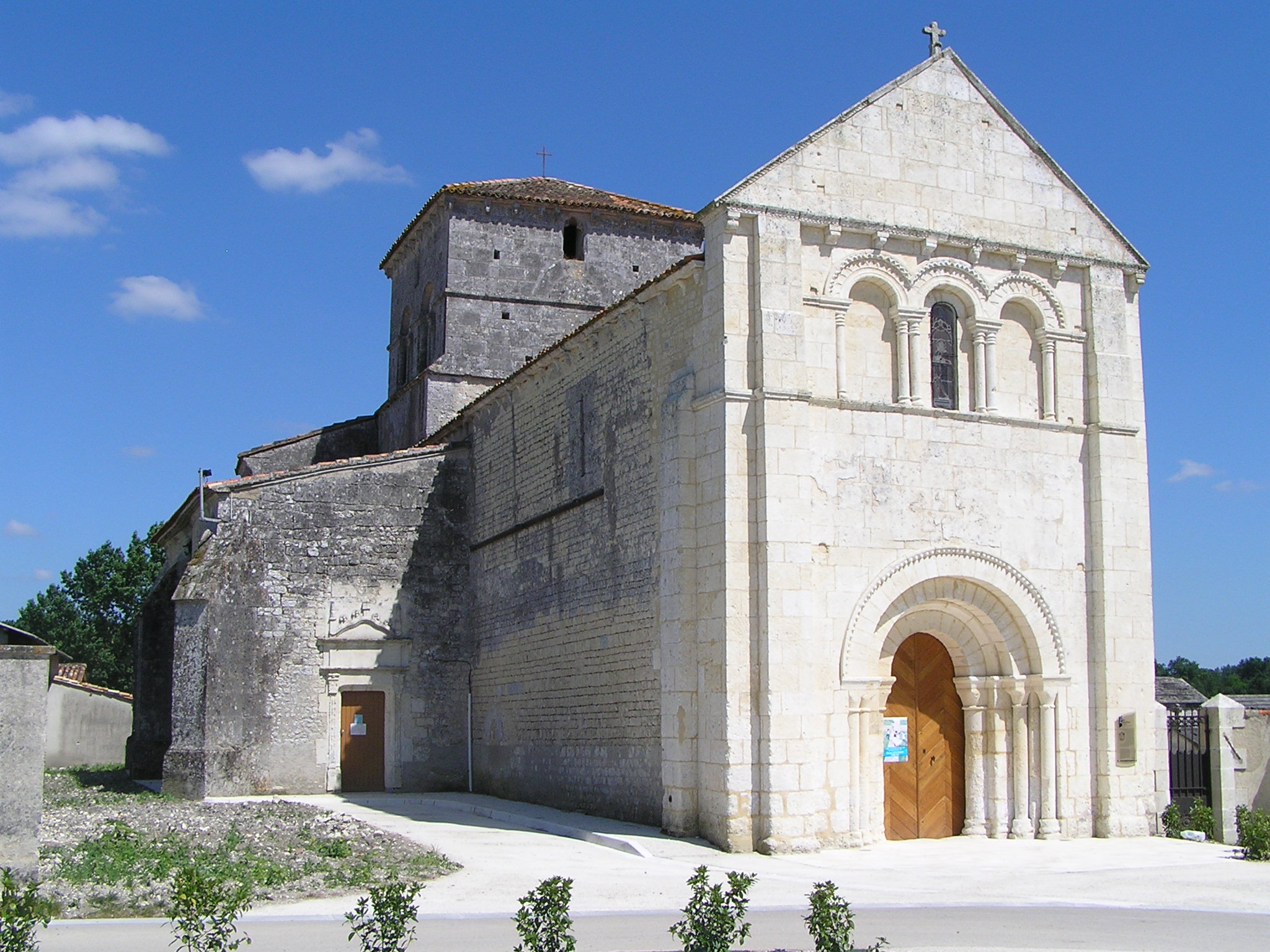
Façade de l'église.

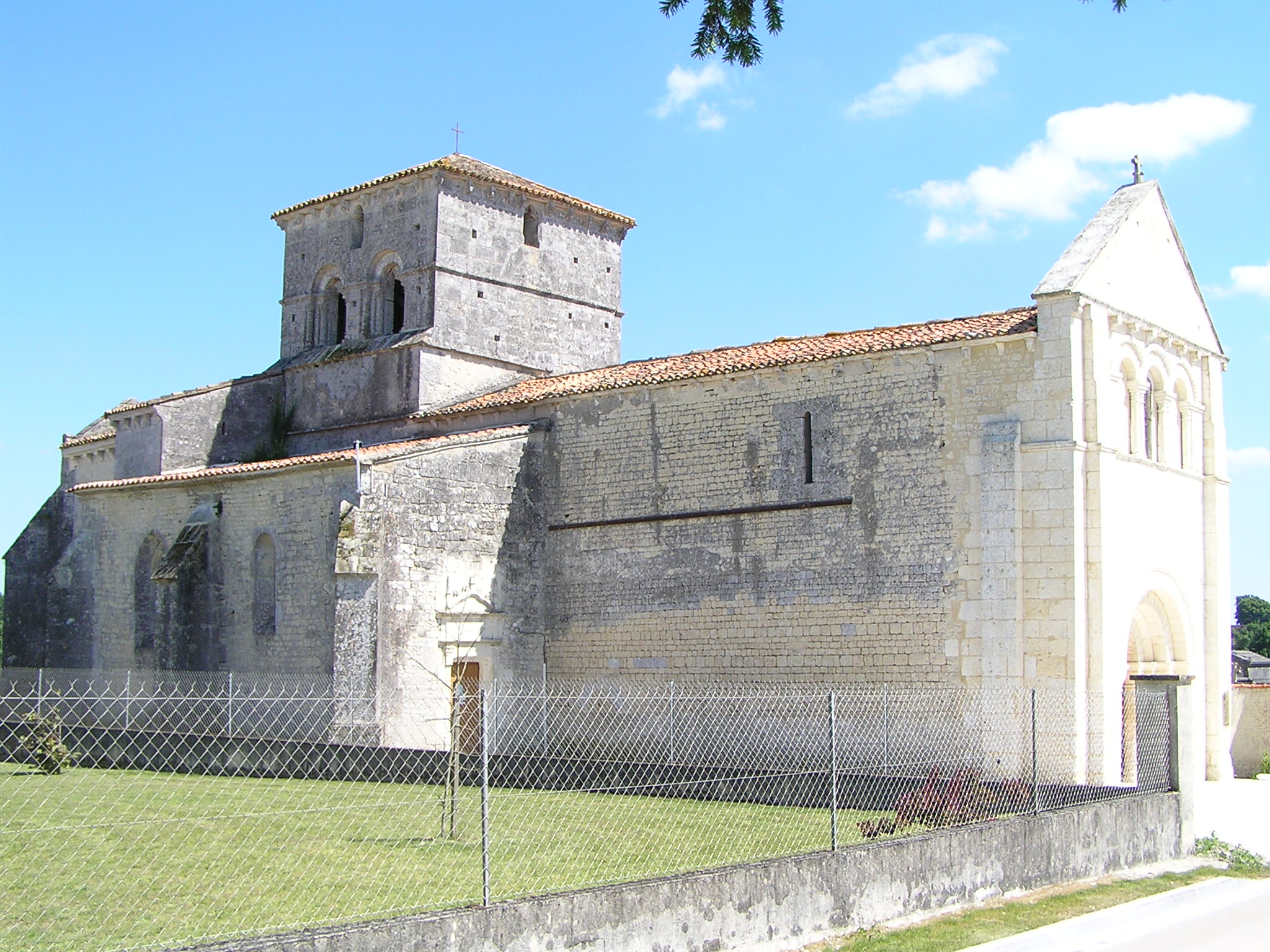
L'église.

L'église Saint-Pierre d'Ambleville était l'élément principal d'un prieuré bénédictin. Elle faisait partie de l'ancien diocèse de Saintes, et appartenait à l'abbaye de Baignes. Sa nef, sans pilastre, couverte d'un plafond, est suivie d'un faux carré du  XIe siècle. Le chœur, à chevet plat, est surmonté d'une voûte de la fin du XVe siècle, montée sur de lourdes ogives. Seul le chœur est éclairé par trois fenêtres, deux brisées au nord et au sud, et une à trois meneaux et réseau flamboyant à l'est. Les murs latéraux du faux carré sont percés d'arcs conduisant dans deux chapelles gothiques, de deux travées, s'étendant le long de la nef. Celle du sud a des ogives piriformes et trois colonnettes à petits chapiteaux décorés de feuillages, de la fin du XIVe siècle.
 Les fonts baptismaux cylindriques, ornés de moulures annulaires, datent du XVIe siècle.
 La façade a une porte à trois voussures nues. Le premier étage est décoré de trois arcades. La chapelle nord a son mur ouest percé d'une porte en accolade. Des contreforts renforcent les angles des chapelles et du chevet.
 Le clocher rectangulaire a au premier étage, ses faces percées de deux baies. Le second étage est percé d'une baie rectangulaire, est surmontée d'une corniche, et d'un toit bas à quatre pans.
La cloche, datée de 1639 et classée Monument Historique en 1944, contrairement à de nombreuses cloches, n'a pas été fondue à la Révolution pour faire des armes, malgré l'esprit assez révolutionnaire de la population. Les habitants de la commune, attachés à leur cloche et à son timbre particulier, ont convaincu les nouvelles autorités révolutionnaires de la conserver, prétextant qu'elle leur était utile pour leur indiquer les changements du nouveau calendrier républicain.
Le cimetière est situé près de l'église. Auparavant, il était situé devant l'église où se trouve la place actuelle. Il a été déplacé au début des années 1930 pour permettre de créer la place actuelle elle-même rénovée en 2007.
Le saint patron de la paroisse d'Ambleville est saint Eutrope, premier évêque de Saintes et martyr, dont la fête était célébrée le dernier dimanche du mois d'avril, sa fête étant le 30.
L'église paroissiale, ancien prieuré bénédictin, abrite une curieuse Vierge à l'Enfant napoléonienne en terre cuite rare et remarquable,. Son inscription aux Monuments historiques date du 24 mai 1965.

#### Patrimoine civil
Le château d'Ambleville, construit au XIVe siècle, fut incendié par les insurgés de la gabelle en 1548. Il fut reconstruit un peu plus tard au lieu-dit le Château. Des vestiges de l'enceinte existaient encore au milieu du XIXe siècle ainsi qu'au début du XXe siècle au lieu-dit le Vieux Château. Il n'en reste aujourd'hui plus aucune trace.
La commune compte six anciens lavoirs dont les plus remarquables sont ceux de la Voûte et de la Roumade. Il existe également de nombreux puits dont deux remarquables dans deux cours privées au Guineuf.

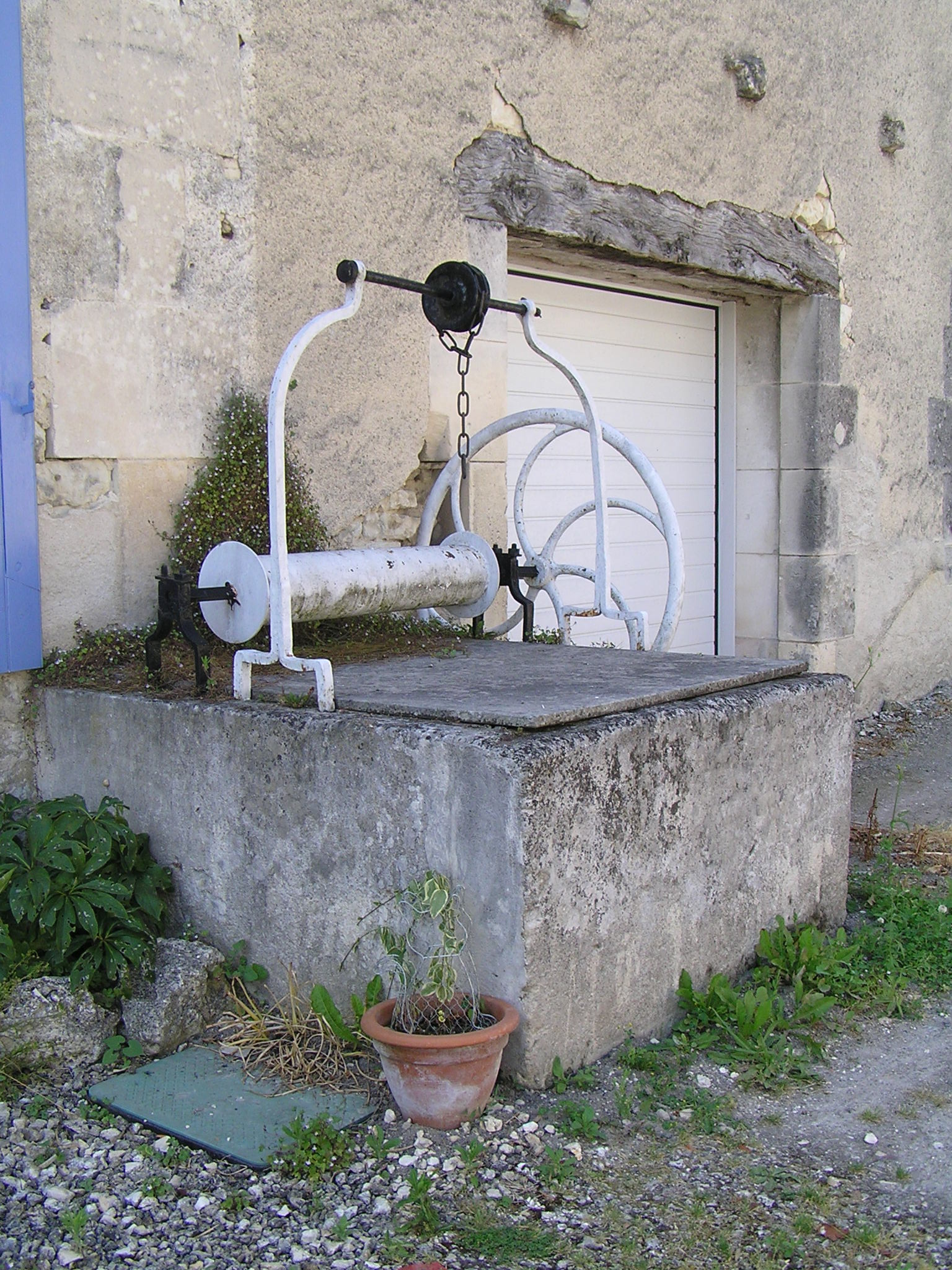
Puits.
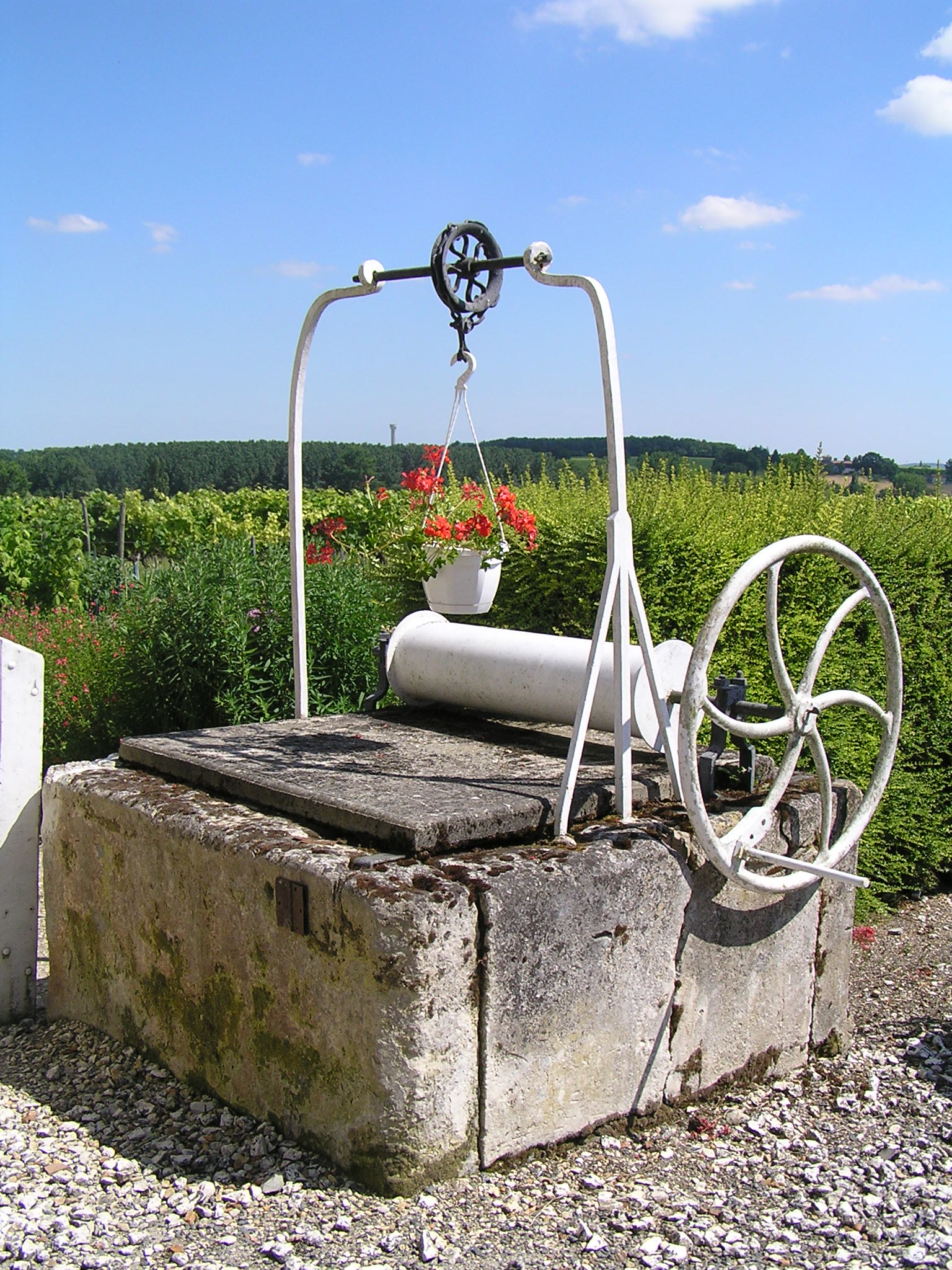
Autre puits.
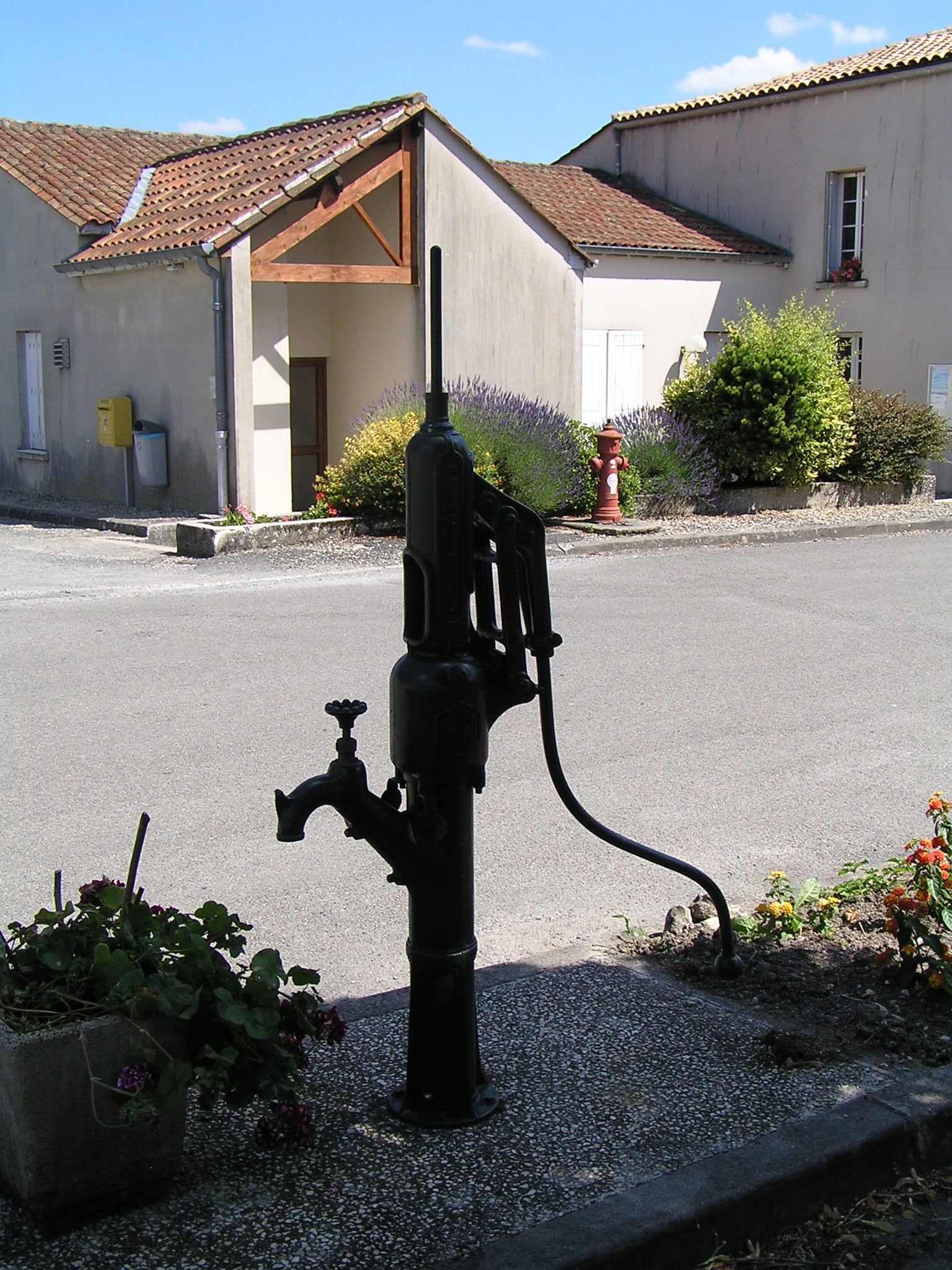
Pompe.
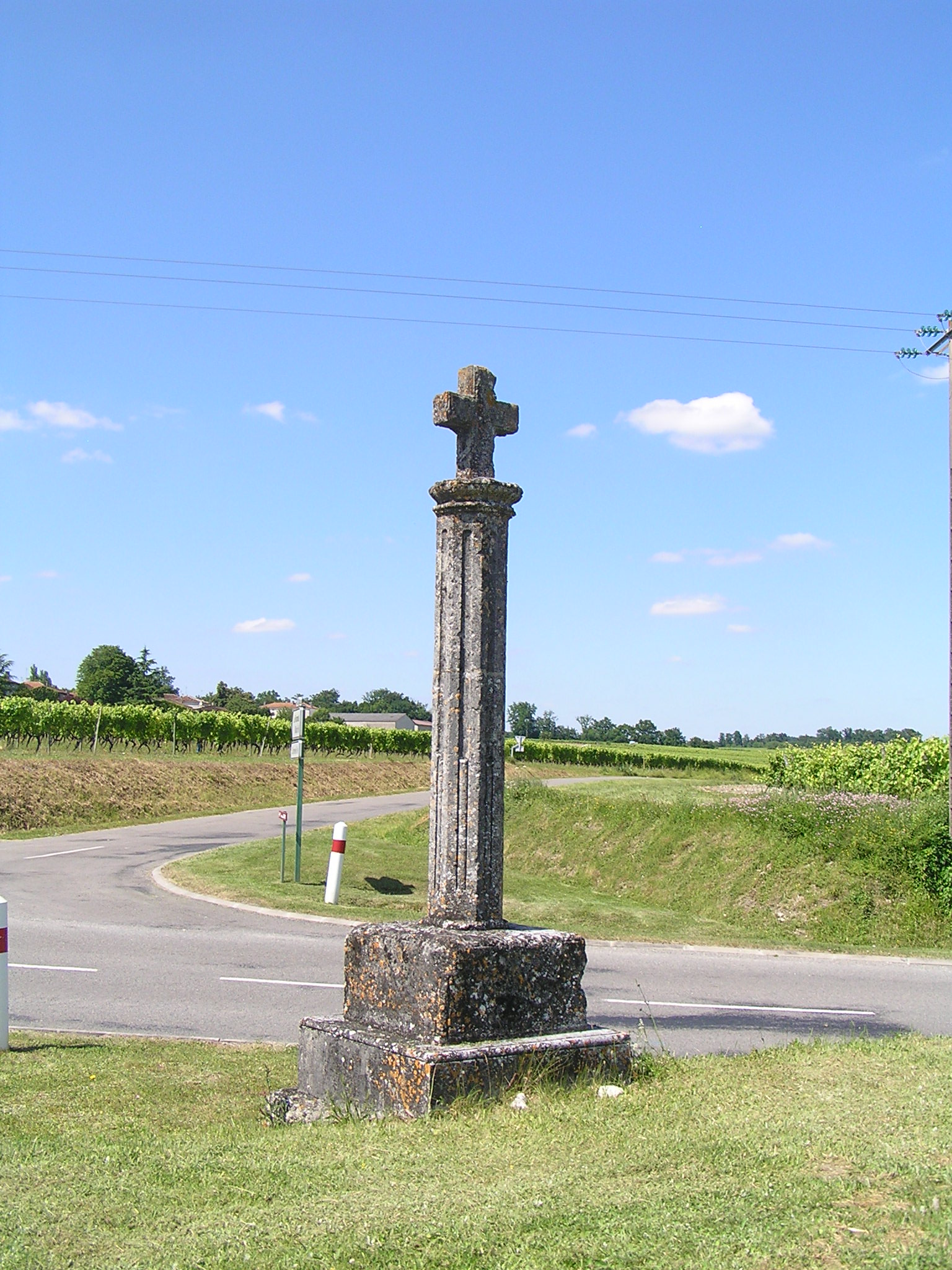
Croix.

Le monument aux morts, édifié en 1920, est particulier dans cette région où la majorité des édifices était construite en pierre de taille. Il est en granit gris foncé du Limousin.

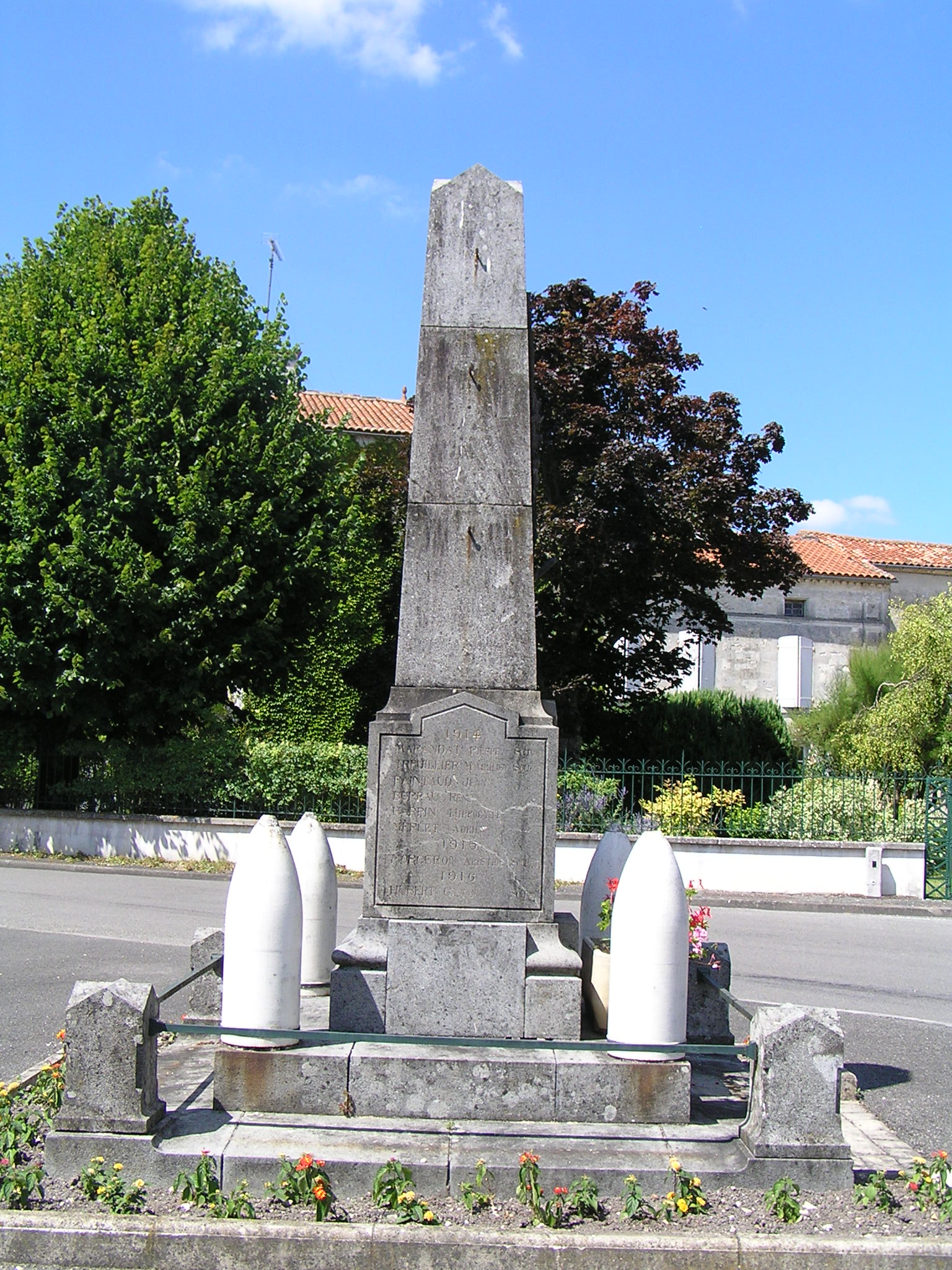
Monument aux morts.

### Personnalités liées à la commune
- Jacques Roux (1752-1794), prêtre catholique et personnalité de la Révolution française, vicaire d'Ambleville d'avril 1790 à janvier 1791[38].

### Héraldique
| Blason | Blasonnement : Écartelé : au 1er et au 4e d'azur à la tour d'argent, au chef de gueules chargé de trois casques d'or posés de profil, au 2e et au 3e d'or au dauphin d'azur crêté, barbé, loré, peautré et oreillé de gueules. |

La commune a choisi comme armoiries celles de la dernière famille qui possédait la seigneurie d'Ambleville. Ce sont les armoiries de la famille de La Tour du Pin, originaire du Dauphiné.